# Monte Bonifato
Il monte Bonifato è un rilievo della Sicilia nord-occidentale: si trova a sud di Alcamo, in provincia di Trapani, alto 825 metri s.l.m.
Noto per la pineta e per la riserva naturale Bosco di Alcamo. Alle pendici del rilievo è stata scoperta una necropoli protostorica e tracce di un antico insediamento. Salendo verso la vetta, sono visibili i resti di un'ampia cisterna (detta Funtanazza) e di una porta (detta Porta della Regina), che fa supporre l'esistenza di una cinta muraria. Sulla sommità sono inoltre presenti i resti di un castello a quattro torri fatto edificare alla fine del XIV secolo dalla famiglia dei Ventimiglia, feudatari, per un certo tempo, anche del territorio di Alcamo.

## Territorio
Il Monte Bonifato è posizionato nell'entroterra del Golfo di Castellammare, tra la vallata del Fiume Freddo (a ovest) e il Fiume Jato (a est).
Presenta pareti piuttosto ripide a sud, mentre il pendio è più graduale nella parte settentrionale del rilievo, in prossimità della quale sorge la città di Alcamo.
Fino ai primi decenni del 1900 il monte era ricoperto solo in sommità da un querceto con leccio e roverella. Negli anni trenta è iniziato un massiccio rimboschimento a prevalenza di pino d'Aleppo che oggi è l'essenza dominante. L'accesso alla montagna e alla relativa Riserva naturale è garantito da una strada comunale: Via per il monte Bonifato. Lungo questa strada sorgono numerose case di villeggiatura concentrate soprattutto tra il quarto e il quinto tornante da fondovalle; la strada è illuminata per una buona parte del percorso escluso l'ultimo chilometro e mezzo prima dell'ingresso nell'area della riserva.
Dalla vetta si gode anche di un panorama che permette di vedere i monti di Palermo a est e l'isola di Marettimo a ovest, potendosi anche intravedere, nelle giornate più terse, Ustica a nord e il monte Cammarata a sud-est.
Purtroppo, complici le temperature roventi e i forti venti di scirocco, nel 16 luglio 2023 il versante meridionale del monte è stato teatro di numerosi incendi che hanno devastato la riserva naturale Bosco d’Alcamo divorandone ben 170 ettari, solo dopo quattro giorni, tramite l’intervento di numerosi Vigili del Fuoco e Canadair, è stato possibile il definitivo spegnimento dei vari focolai presenti sulla montagna.

## Geologia
La stratigrafia del Monte Bonifato è piuttosto complessa, in quanto il rilievo è costituito da molti strati di roccia, risalenti a tempi geologici. In particolare, sono state individuate le seguenti formazioni:
- Formazione Sciacca (Norico-Retico)
- Formazione Inici (Hettangiano-Sinemuriano)
- Formazione Buccheri (Liassico superiore-Titonico inferiore)
- Formazione Lattimusa (Titonico superiore-Valanginiano inferiore)
- Formazione Hybla (Aptiano–Albiano)
- Formazione Amerillo (Cretaceo superiore–Oligocene inferiore)
- Formazione Bonifato (Oligocene superiore)
- Calcareniti di Corleone (Burdigaliano–Langhiano)
- Marne di San Cipirello (Langhiano superiore-Tortoniano inferiore)
- Detrito di falda (Olocene).

Dal punto di vista idrogeologico, sono presenti un acquifero profondo in corrispondenza dei calcari triassici, un acquifero superficiale in prossimità della cima e acquiferi secondari in corrispondenza delle falde di detrito.

## Paleontologia

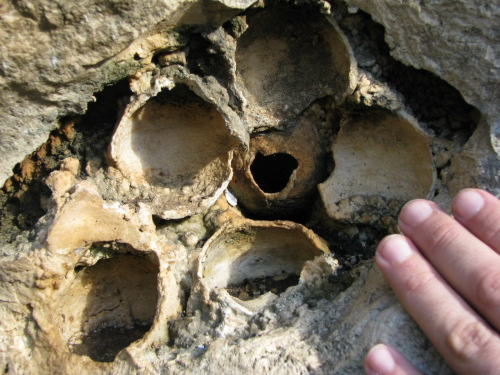
Uova fossili di tartaruga inglobate nel travertino di Alcamo

Tra il rilievo e l'abitato di Alcamo affiora un imponente bancone di travertino risalente al Pleistocene che è stato sfruttato fin quasi all'esaurimento per ricavarne lastre per l'edilizia. Le cave sono tuttavia anche un importante sito per la paleontologia perché in esse sono stati ritrovati fossili importanti.
In particolare all'interno di una delle cave (oggi Geosito Travertino della Cava Cappuccini), inglobati nel travertino, sono stati trovati resti (calco naturale del cervello, difese e molari) dell'elefante nano, Elephas falconeri, e le uova sferiche e la corazza fossilizzate di una grande tartaruga terrestre (Geochelone sp.). Questi ultimi due reperti fossili sono conservati al Museo paleontologico e geologico di Palermo "Gaetano Giorgio Gemmellaro". Il sito ha anche permesso di ristabilire la corretta stratigrafia degli Elephas in Sicilia perché in una frattura del travertino riempita di paleosuolo (quindi molto più recente del travertino stesso) sono stati trovati i resti di un elefante di taglia media, l'Elephas mnaidriensis, che in precedenza era stato considerato erroneamente l'antenato dell'elefante nano.
Nel travertino alcamese sono stati trovati inoltre esemplari di ghiri giganti, Cervus elaphus e Sus scrofa, conservati nella sezione preistorica del Museo civico Torre di Ligny di Trapani.
La cava di travertino alcamese in cui sono stati ritrovati numerosi resti di importanza paleontologica è stata minacciata da un progetto di costruzione di un anfiteatro per il quale sono stati consegnati i lavori nel giugno 2014, successivamente modificati (novembre 2014) in modo da tutelare in parte il sito paleontologico.

## Storia

### Origini

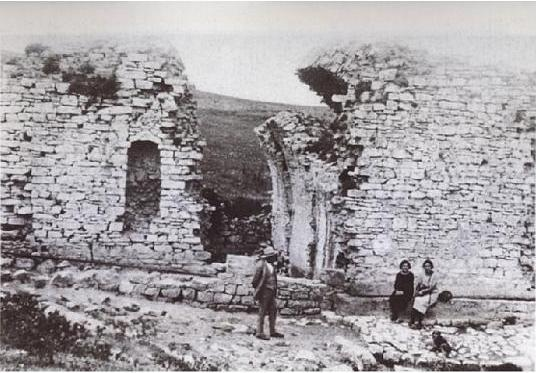
Antica foto delle rovine della Funtanazza, prima di essere soggette ad ulteriore degrado.

Anticamente sul Monte Bonifato sorgeva una città fortificata, a testimonianza della quale sono stati ritrovati diversi reperti.
Tale città nel corso dei secoli ha attraversato diverse fasi di popolamento e spopolamento e per lungo tempo fu abitata contemporaneamente ad Alcamo (che si trova alle pendici del monte), prima di scomparire. In particolare, venne abitata a partire dalla tarda età del bronzo e in essa si insediarono gli elimi, i romani e i bizantini.
Dalle citazioni di Licofrone, si sa che tale centro abitato era chiamato anticamente Longuro. Con il nome "Longuro" era indicato anche il monte, che secondo altre ipotesi venne chiamato anche "Aereo" e "Longarico" (che corrisponderebbe al nome latino di Longuro).
L'antico centro abitato era difeso da una cinta muraria su tre lati ed era composto da case unicellulari (cioè ad unica stanza).
Tra i resti dell'antica città si annovera la Funtanazza, un'antica opera architettonica che si pensa abbia avuto la funzione di serbatoio idrico; secondo altri, si tratterebbe invece di un impianto termale. La Funtanazza presenta una pianta rettangolare con pilastri che sorreggono una volta a botte, simile alle fontane moresche delle coste settentrionali dell'Africa.

### Periodo medievale
Al 1182 risale un documento riguardante concessioni terriere in cui tale centro abitato compare con il nome "Bonifato" (o Bùnifat o Bonifacio), dal nome del cavaliere romano che ne divenne il proprietario.
Nel 1243 si assiste ad un evento di spopolamento per ordine di Federico II a seguito di casi di ribellione, ma fu poi ripopolato nel 1333 sotto il dominio di Federico III. A partire dal 1340 fu sotto il possesso del barone Raimondo Peralta e successivamente di Guarnieri Ventimiglia.

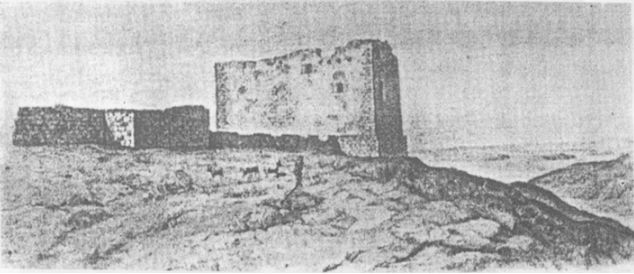
Rovine del Castello dei Ventimiglia in una rappresentazione del Principe di Torremuzza (1779).

A Guarnieri Ventimiglia succedette il figlio Enrico Ventimiglia, che dichiarò di avere fatto erigere il castello sul monte Bonifato come protezione da eventuali attacchi. Secondo diverse interpretazioni, il castello risalirebbe invece ad un'epoca anteriore.
Il castello fu distrutto nel 1243 per ordine di Federico II di Svevia, per essere riedificato prima del 1391 a proprie spese dalla famiglia Ventimiglia.
Bonifato fu abbandonato definitivamente nel 1338. I suoi abitanti si stabilirono infine ad Alcamo per via delle difficoltà di potervi accedere e la distanza dalla rete viaria.
Nel 1779 le rovine del castello vennero inserite nel Piano di conservazione dei Beni Culturali della Sicilia da Gabriele Lancillotto Castello, Principe di Torremuzza.

#### Ricerca archeologica

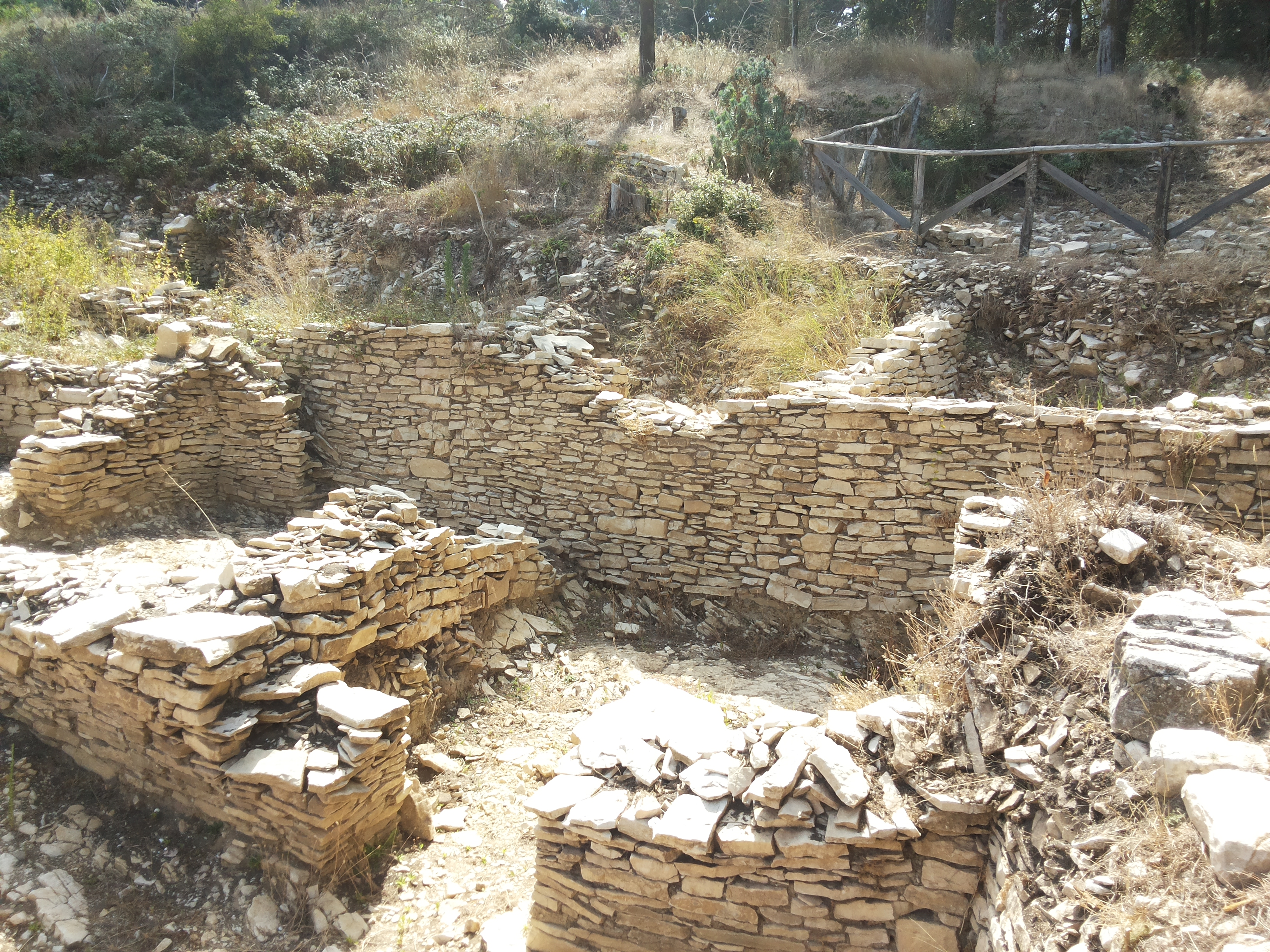
Resti di un insediamento sul Monte Bonifato, abitato tra il VII-VI secolo a.C. e il XIII secolo d.C.

Già a partire dalla seconda metà del XVI secolo il Monte Bonifato è stato esplorato da studiosi che hanno identificato sulla montagna diversi siti di interesse archeologico, tra cui le rovine dell'antico centro abitato, che vennero individuate dallo studioso Tommaso Fazello.
I resti archeologici sul Monte Bonifato furono poi oggetto di ricerca da parte dagli storici Ignazio de Blasi (XVIII secolo) e Vincenzo di Giovanni (XIX secolo). Nel Museo archeologico regionale Antonio Salinas sono inoltre esposti lucerne e bolli di laterizi di età romana raccolti sul Monte Bonifato da Pietro Maria Rocca durante il XIX secolo.
Diversi scavi archeologici sono stati svolti successivamente sul Monte Bonifato, portando alla luce reperti risalenti al Medioevo e resti di antichissimi insediamenti, tra cui un'abitazione risalente al VI-VII secolo a.C. e cocci in ceramica e bronzo esposti al Museo Baglio Anselmi di Marsala.
Dai primi scavi archeologici sul Monte Bonifato sono state trovate delle tombe a grotticella, che però non contenevano alcun reperto, essendo state riutilizzate in epoca successiva dai contadini del luogo.

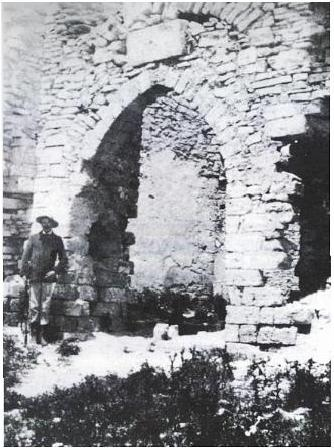
Antica foto di Porta Regina.

Durante gli scavi successivi sono state portate alla luce le rovine di un'antica porta, detta Porta della Regina.
Negli ultimi anni gli scavi sono stati condotti nell'ambito di campi-scuola organizzati da Legambiente (1996), Archeoclub di Trapani-Erice (2000), LIPU (2001) e Gruppo Archeologico Drepanon (dal 2007 al 2010, all'interno dell'iniziativa denominata "Progetto Bunifat").
Il sito archeologico, che risale all'età del ferro, è stato aperto al pubblico il 15 dicembre 2015. Gli scavi sono stati finanziati dall’ex Provincia Regionale di Trapani; dopo questi lavori pubblici l'Archeoclub d’Italia Calatub, come gruppo di volontari, si è occupata della pulitura, monitoraggio, salvaguardia, tutela, promozione e divulgazione del sito.
Fin dal 2014, l'archeologa alcamese Antonina Stellino, è impegnata nella sistemazione e catalogazione dei reperti rinvenuti in questo sito, in attesa dell'istituzione di un Antiquarium ad Alcamo.

## Luoghi di interesse religioso

### Santuario della Madonna dell'Alto

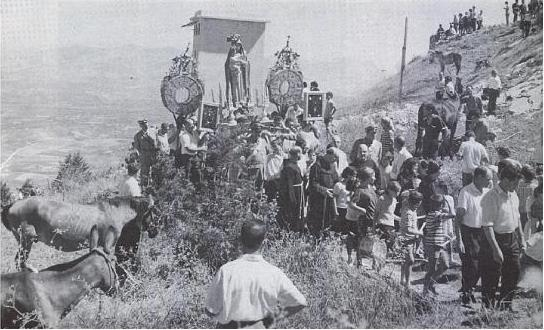
Processione in onore alla Madonna dell'Alto (anni '60).

Il santuario di Maria Santissima dell'Alto fu costruito nel XVI secolo dai tre frati Antonino La Melodia, Vito Faraci e Giuseppe La Chelba, dopo il ritrovamento di un'icona della Madonna di epoca precedente (successivamente scomparsa) che era rimasta seppellita sotto le mura.
Nello stesso secolo della sua costruzione, la chiesa fu oggetto di pellegrinaggi (detti "Vie Sacre") da parte di fedeli che arrivavano al santuario come segno di penitenza o per assicurarsi l'arrivo delle piogge.
La chiesa fu poi riedificata nel 1930. Al suo interno sono presenti una statua in legno del 1933 opera di Giuseppe Ospedale e una pittura su lamiera di Liborio Mirabile.
In onore alla Madonna dell'Alto hanno luogo i festeggiamenti che si svolgono l'8 settembre e comprendono l'allestimento di grossi falò o "luminari" (durante la vigilia), la celebrazione delle messe, la processione religiosa e la recita di poesie dialettali.

## Intervento dell'uomo
A causa dell'attività di rimboschimento e dell'installazione di ripetitori televisivi (uno piazzato addirittura su una delle tre torri del castello), sono andati perduti sul monte Bonifato molti segni del passato, tra cui:
- i nevai - apposite fosse dove in inverno si raccoglieva la neve, la cui acqua una volta disciolta veniva considerata miracolosa;
- le grotte, tra cui la grotta di Polifemo o delle aquile, dove si dice che un tempo abitassero tali rapaci.

## Eventi sportivi
Sul Monte Bonifato sono state svolte 13 edizioni di una gara automobilistica che aveva come traguardo il piazzale in prossimità della Funtanazza. Tale evento sportivo è stato ripreso a distanza di anni, nel 2010.
Il Monte Bonifato è stato inoltre luogo di gare di ciclismo, tra cui il III Gran Prix di Ciclismo della Provincia di Trapani (2012).